# Aldeni, Buzău
Aldeni este un sat în comuna Cernătești din județul Buzău, Muntenia, România. Se află în Subcarpații de Curbură, în centrul județului, pe valea Slănicului.
La sfârșitul secolului al XIX-lea, satul Aldeni era reședința unei comune din plaiul Slănic al județului Buzău, comună formată din satele Aldeni, Manasia și Podeni, cu 670 de locuitori ce trăiau în 153 de case; în comuna Aldeni funcționau o biserică ortodoxă, cu hramul Sf. Gheorghe, și o școală cu 33 de elevi (din care o singură fată). În 1925, comuna Aldeni fusese unită cu comuna Băești, formând comuna Băești-Aldeni, care la rândul ei a fost desființată și inclusă în 1968 în comuna Cernătești.

## Personalități
- Alexandru Vișinescu (1925-2018), torționar comunist
- Ion Băieșu (1933-1992), scriitor și dramaturg